# Thomas Fredrickson
Thomas Fredrickson (* 5. September 1928 in Kane, Pennsylvania; † 30. Juli 2017 in Savoy, Illinois) war ein US-amerikanischer Kontrabassist und Komponist.
Fredrickson studierte an der Ohio Wesleyan University (Bachelor 1950) und an der University of Illinois (Master 1952, PhD 1960). Er trat sowohl als klassischer als auch als Jazzbassist auf. Sein kompositorisches Werk umfasst sinfonische Musik, Kammermusik, Chorwerke und Solowerke sowie Stücke für Jazzband. Seine Music for Double Bass Alone, die er 1966 bei den Darmstädter Ferienkursen aufführte, wurde von Michael Cameron auf CD aufgenommen. Die Music for Five Instruments wurde im WDR und bei der BBC gesendet und live u. a. in Boston, Paris und Warschau aufgeführt. Die Illinois Variations, ein Auftragswerk des Champaign-Urbana Symphony Orchestra wurde auch vom Saint Louis Symphony Orchestra aufgeführt.
Fredrickson erhielt mehrere Preise der American Society of Composers, Authors and Publishers. Als Hochschullehrer wirkte er von 1952 bis 1993 an der University of Illinois at Urbana-Champaign.